# Parasiccia maculifascia
Parasiccia maculifascia là một loài bướm đêm thuộc phân họ Arctiinae, họ Erebidae.